# Ausgebombt
Ausgebombt è un extended play (EP) del gruppo thrash metal tedesco Sodom, pubblicato nel 1989. Al suo interno è presente la versione in tedesco, con la collaborazione di Bela B. dalla band punk Die Ärzte, della canzone Ausgebombt, inserita nell'album Agent Orange (1989); Don't Walk Away, cover dei Tank (uno dei gruppi preferiti dal frontman Tom Angelripper), presente anche come bonus track su Agent Orange; e infine una versione live del brano Incest, dall'album Agent Orange, registrata ad Eissporthalle Braunschweig nel 1989.

## Tracce
1. Ausgebombt (versione tedesca) – 3:07
2. Don't Walk Away (Tank cover) – 3:00
3. Incest (live) – 4:28

## Formazione
- Tom Angelripper - voce, basso
- Frank Blackfire - chitarra
- Chris Witchhunter - batteria